# Gaude Mater
Ośrodek Promocji Kultury Gaude Mater – samorządowa instytucja kultury, działająca w Częstochowie, utworzona 5 grudnia 1991 przez Urząd Miasta Częstochowy według pomysłu Krzysztofa Pośpiecha. 
Statutowym celem działalności Ośrodka jest tworzenie, upowszechnianie i promocja kultury poprzez zaspokajanie potrzeb kulturalnych mieszkanek i mieszkańców miasta, animacja twórczości artystycznej zarówno profesjonalnej, jak i amatorskiej, edukacja kulturalna i wychowanie przez sztukę, promocja lokalnej działalności artystycznej i twórczej w kraju i za granicą, promocja miasta Częstochowy poprzez działania w dziedzinie kultury i sztuki. 
Ośrodek realizuje powyższe cele w szczególności przez promocję oraz popularyzację różnorodnych dziedzin twórczości artystycznej ze szczególnym uwzględnieniem lokalnej działalności twórczej i artystycznej, cykliczną organizację Międzynarodowego Festiwalu Muzyki Sakralnej Gaude Mater, Dni Europejskiej Kultury Ludowej oraz Międzynarodowego Biennale Miniatury, inicjowanie i organizowanie imprez kulturalnych oraz wydarzeń artystycznych, prezentowanie wartościowych zjawisk i form w kulturze i sztuce, współpracę z innymi instytucjami w kraju i za granicą w zakresie tworzenia i promocji różnorodnych form sztuki, udzielanie pomocy merytorycznej, organizacyjnej i finansowej artystkom amatorkom i artystom amatorom poprzez prowadzenie Centrum Amatorskiego Ruchu Artystycznego, prowadzenie działalności wystawienniczej, wydawniczej i informacyjnej w zakresie zadań statutowych.

## Działalność
Ośrodek Promocji Kultury swoją działalność skupia przede wszystkim na trzech obszarach: muzyce, sztuce i literaturze, przygotowując koncerty, wystawy i spotkania autorskie. Ponadto realizuje inicjatywy i projekty interdyscyplinarne. Organizuje między innymi Międzynarodowy Festiwal Muzyki Sakralnej Gaude Mater, Festiwal im. Kaliny Jędrusik, JAZZtochowę, Classic Tea, Koncerty Letnie w Altanie, Dni Europejskiej Kultury Ludowej, Międzynarodowe Biennale Miniatury, Literackie Piątki, Noc Kulturalną. Współpracuje z instytucjami kultury, organizacjami pozarządowymi czy niezależnymi animatorkami i animatorami kultury, a także wspiera osoby zajmujące się kulturą niezawodowo.